# Iglesia de San Andrés (Echevarría)
La iglesia de San Andrés es un edificio situado en el municipio de Echevarría, en la provincia de Vizcaya.

## Descripción
El edificio, que data del siglo XVI, se encuentra en el municipio de Echevarría, perteneciente a la provincia de Vizcaya, en la comunidad autónoma del País Vasco. Se menciona como iglesia parroquial del lugar en el séptimo volumen del Diccionario geográfico-estadístico-histórico de España y sus posesiones de Ultramar de Pascual Madoz, donde aparece descrita con las siguientes palabras: «la igl. parr. (San Andres), servida por 4 beneficiados, de presentacion particular, fué fundada en el siglo XIV, y aumentada y reedificada en el XVII».